# Вільнянська сільська рада (Коростишівський район)
Вільнянська сільська рада — колишня адміністративно-територіальна одиниця та орган місцевого самоврядування у Брусилівському і Коростишівському районах Білоцерківської і Київської округ, Київської і Житомирської областей Української РСР та України з адміністративним центром у с. Вільня.

## Населені пункти
Сільській раді були підпорядковані населені пункти:
- с. Вільня

## Населення
Відповідно до перепису населення СРСР, станом на 17 грудня 1926 року, чисельність населення ради становила 2 024 особи, з них, за статтю: чоловіків — 1 005, жінок — 1 019; етнічний склад: українців — 1 960, поляків — 64. Кількість господарств — 446.
Відповідно до результатів перепису населення СРСР, кількість населення ради, станом на 12 січня 1989 року, становила 477 осіб.
Станом на 5 грудня 2001 року, відповідно до перепису населення України, кількість мешканців сільської ради становила 330 осіб.

## Склад ради
Рада складалась з 14 депутатів та голови.

## Керівний склад сільської ради
| ПІБ                             | Основні відомості                                                                       | Дата обрання | Дата звільнення |
| ------------------------------- | --------------------------------------------------------------------------------------- | ------------ | --------------- |
| Селюченко Клавдія Костянтинівна | Сільський голова, 1951 року народження, освіта, член народної партії                    | 26.03.2006   | 31.10.2010      |
| Селюченко Клавдія Костянтинівна | Сільський голова, 1951 року народження, освіта середня спеціальна, член Партії регіонів | 31.10.2010   |                 |

Примітка: таблиця складена за даними джерела

## Історія
Створена 1923 року в складі с. Вільня та хутора Костянтинівка Водотийської волості Радомисльського повіту Київської губернії. Станом на 17 грудня 1926 року на обліку в раді числяться с. Пилипонка та хутори Березова Гать, Левада, Мочифіст, Пилипонське Озеро, Улянівка та Федорівка. 23 серпня 1934 року хутори Березова Гать та Костянтинівка передані до складу відновленої Хутір-Лазарівської сільської ради Коростишівського району. Станом на 1 жовтня 1941 року хутори Левада, Мочифіст, Пилипонське Озеро, Улянівка та Федорівка не перебувають на обліку населених пунктів.
Станом на 1 вересня 1946 року сільська рада входила до складу Брусилівського району Житомирської області, на обліку в раді перебувало с. Вільня.
11 серпня 1954 року, внаслідок виконання указу Президії Верховної ради УРСР «Про укрупнення сільських рад по Житомирській області», до складу ради приєднано с. Віленька та х. Онишпіль ліквідованої Віленської сільської ради Коростишівського району.
Станом на 1 січня 1972 року сільська рада входила до складу Коростишівського району, на обліку в раді перебували села Вільня, Віленька та Онишпіль.
12 серпня 1974 року, відповідно до рішення Житомирського облвиконкому № 342 «Про зміни в адміністративно-територіальному поділі окремих районів області в зв'язку з укрупненням колгоспів», до складу ради передано села Здвижка та Семенівка Романівської сільської ради Коростишівського району. 15 лютого 1994 року села Віленька та Онишпіль повернуто до складу відновленої Віленьківської сільської ради, села Здвижка та Семенівка — до складу відновленої Здвижківської сільської ради Коростишівського району.
Припинила існування 3 липня 2018 року внаслідок добровільного приєднання до складу Коростишівської міської територіальної громади Коростишівського району Житомирської області.
Входила до складу Брусилівського (7.03.1923 р., 1943 р,) та Коростишівського (1941 р, 23.05 1960 р.) районів.